# Una (nome)
Una  è un nome proprio di persona inglese e irlandese femminile.

## Varianti
- Irlandese: Úna[1][2], Oonagh[1][2], Oona[1][2]

### Varianti in altre lingue
- Finlandese: Oona[2]
- Scozzese: Ùna[2]

## Origine e diffusione

Il nome Úna scritto in caratteri gaelici

Si tratta di un nome dalla duplice origine: da un lato, continua l'antico nome gaelico irlandese Úna che, sebbene coincida con il l'odierno termine irlandese che significa "carestia", deriva più probabilmente dall'irlandese antico uan, "agnello", tanto che veniva talvolta "tradotto" in inglese, oltre che con i nomi Juno e Winnie, anche con Agnes. Nella forma Oonagh, questo nome venne portato dalla moglie di Fionn mac Cumhaill, citata nella leggenda riguardante il Selciato del gigante.
In secondo luogo, "Una" è anche un nome coniato da Edmund Spenser per un suo personaggio de La regina delle fate, entrato poi nell'uso comune in inglese a partire dal XVII secolo; in questo caso, Spenser lo trasse dal latino una (che mantiene il medesimo significato in italiano, cioè "individuo donna")

## Onomastico
Il nome è di per sé adespota, cioè non è portato da alcuna santa, pertanto l'onomastico ricade il 1º novembre, festa di Ognissanti. Va notato che esiste un sant'Huno (o Huna o Una), monaco ad Ely, commemorato il 13 febbraio.

## Persone
- Una Canger, linguista danese
- Una Healy, cantante irlandese
- Una Merkel, attrice statunitense
- Una O'Connor, attrice irlandese
- Una Stubbs, attrice britannica

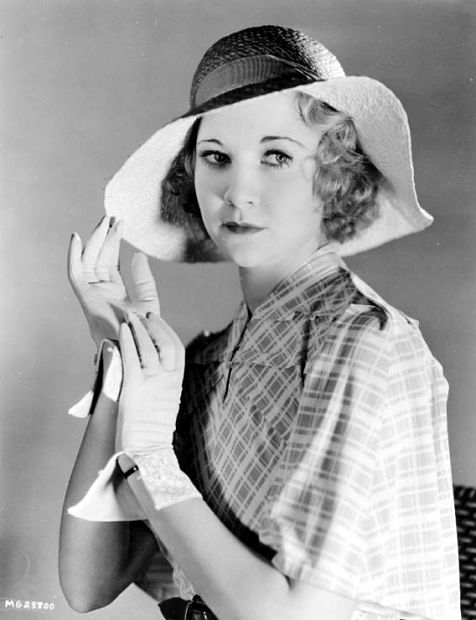
Una Merkel

- Una Troubridge, scultrice e traduttrice britannica

### Variante Oona
- Oona Chaplin, attrice spagnola
- Oona Kauste, giocatrice di curling finlandese
- Oona O'Neill, attrice statunitense

## Il nome nelle arti
- Una è un personaggio del poema epico di Edmund Spenser La regina delle fate.
- La principessa Una è un personaggio del romanzo di Neil Gaiman Stardust, e dell'omonimo film del 2007 da esso tratto.
- Oona è un personaggio della serie a fumetti Nippur di Lagash.
- Oonagh Dooley è un personaggio della serie televisiva Ballykissangel.
- Colloquio di Monos e Una è un racconto scritto da Edgar Allan Poe.
- Oona è l'ex matrigna della protagonista di Disincanto.
- Oona è un personaggio della serie animata Bubble Guppies - Un tuffo nel blu e impari di più.